# 饒河街觀光夜市
饒河街觀光夜市。位於臺北市松山區，為台北市的一個觀光夜市，也是臺灣繼後站觀光夜市後第二座觀光夜市。

## 歷史
饒河街與松山車站一帶舊稱錫口，因基隆河水深、此區又臨河濱，得舟楫之便，逐而成為基隆、宜蘭貨物運至臺北之轉運站，當時商賈雲集、舟船輻輳，極一時之盛。日治時期改名松山，後又因港岸河水淤樍，停泊船隻漸少，再加上八德路拓寬後，饒河街成為次要道路，商業活動大減。政府為了改善當地商家生計，遂於1987年5月11日成立觀光夜市，為臺北市第二條觀光夜市。夜市內容琳琅滿目，除了小吃外，各種日用百貨如服飾、皮鞋與金飾等亦物美價廉，此外還有民俗技藝表演及土產展售等，到現在已經是外國觀光客夜晚來體驗臺灣小吃的重要地點。

## 周邊
- 松山慈祐宮
- 臺北市立松山國民小學
- 松山國小地下停車場[3]
- 松山區農會
- 松山區行政中心
- 台北捷運板南線後山埤站
- 台北捷運松山新店線松山站(出口一)
- 臺鐵松山車站
- 松山車站地下停車場
- 八德立體停車場

## 外部連結
- 饒河街觀光夜市  臺北旅遊網 （页面存档备份，存于）
- 臺北市市場處機關入口網-攤販集中場-饒河街攤販集中場（饒河街觀光夜市，俗稱饒河夜市） （页面存档备份，存于）
- 饒河街觀光夜市  交通部觀光局 （页面存档备份，存于）